# Eagles de Syracuse
Pour les articles homonymes, voir Eagles (homonymie).
 (décembre 2023).
Si vous disposez d'ouvrages ou d'articles de référence ou si vous connaissez des sites web de qualité traitant du thème abordé ici, merci de compléter l'article en donnant les références utiles à sa vérifiabilité et en les liant à la section « Notes et références ».
Les Eagles de Syracuse sont une franchise professionnelle de hockey sur glace de la Ligue américaine de hockey qui a existé de 1974 à 1975.

## Histoire
L'équipe, basée à Syracuse, ne vécut qu'une seule saison. Entraînée par Art Stratton puis par John Hanna, l'équipe termina 4e de sa division, manquant ainsi les séries éliminatoires. N'arrivant pas à fédérer les foules dans leur patinoire contrairement aux Blazers de Syracuse, pourtant membres d'une ligue d'un niveau moindre (North American Hockey League), les Eagles cessèrent leurs activités après cette unique année d'existence.

## Statistiques
| Saison    | PJ | V  | D  | N  | Pts | BP  | BC  | Classement Final        | Séries éliminatoires |
| --------- | -- | -- | -- | -- | --- | --- | --- | ----------------------- | -------------------- |
| 1974-1975 | 75 | 21 | 43 | 11 | 53  | 254 | 332 | 4e de la division South | non qualifiés        |

## Joueurs
Cette section regroupe tous les joueurs ayant porté le maillot des Eagles de Syracuse durant cette saison unique.